# Lista de navios construídos pela Thames Ironworks and Shipbuilding Company
Esta é uma lista de navios construídos nos estaleiros da Thames Ironworks and Shipbuilding Company, inclui todos os navios de superfície e submarinos construídos. A lista está organizada e ordenada pelo ano de construção da embarcação.

## Produção
| # | Navio                 | Entidade requesitante | Tipo              | Classe | Construção | Notas |
| - | --------------------- | --------------------- | ----------------- | ------ | ---------- | ----- |
|   | Rainha de Portugal    | Marinha portuguesa    | Corveta mista     |        | 1875       | .–    |
|   | Mindelo               | Marinha portuguesa    | Corveta mista     |        | 1875       | .–    |
|   | Vasco da Gama         | Marinha portuguesa    | Corveta couraçada |        | 1876       | .–    |
|   | Afonso de Albuquerque | Marinha portuguesa    | Corveta mista     |        | 1884       | .–    |

## Navios
- HMS Trident, Royal Navy, 1845 (Ditchburn & Mare)[1]
- HMS Recruit, Royal Navy, 1846, iron brig.
- DS Rigi, 1847. In continuous service on Lake Lucerne (Switzerland) until 1952. Since being decommissioned, she has been on display at the Swiss Transport Museum (Verkehrshaus).
- PS Vladimir, 1848 (C J Mare), "Russian War Steamer"[2]
- Argo, 1853, first steamship to circumnavigate the world.
- SS Himalaya, 1853 (C J Mare), for Peninsular and Oriental Steam Navigation Company, later HMS Himalaya, Royal Navy.
- HMS Warrior, Royal Navy, 1860
- Yavari and Yapura, Peruvian Navy, 1862, exported in sections for assembly on Lake Titicaca.
- Mahmudiye, Ottoman Navy, 1863
- HMS Minotaur, Royal Navy, 1863
- RUS Pervenetz, Imperial Russian Navy, 1863
- HMS Valiant, Royal Navy, 1863
- Victoria, frigate, 1865[3]
- SNS Vitoria, Spanish Navy, 1865
- HMS Serapis, Royal Navy troopship, 1866
- Anglia, 1866, iron paddle tug.[4]
- SMS König Wilhelm, 1869, Prussian Navy [5]
- Avnillah, Ottoman Navy, 1869
- Feth-i Bülend, Ottoman Navy, 1870
- HMS Magdala, Royal Navy, 1870
- Hamidiye, Ottoman Navy, 1872, purchased by the Royal Navy as HMS Superb
- Mesudiye, Ottoman Navy, 1872
- PS Castalia, English Channel Steamship Company, 1874
- Mindello, Portuguese Navy, 1875
- Rainha De Portugal, Portuguese Navy, 1875
- Vasco da Gama, Portuguese Navy, 1876
- Fox 1877, iron tug[4]
- Canada 1880, Screw Tug[4]
- HMS Linnet, Royal Navy, 1880
- NRP Afonso de Albuquerque, Portuguese Navy, 1884
- HMS Benbow, Royal Navy, 1885
- HMS Sans Pareil, Royal Navy, 1887
- HMS Blenheim Royal Navy, 1890
- SS Robin, Arthur Ponsonby, 1890
- HMS Grafton, Royal Navy, 1892
- HMS Theseus, Royal Navy, 1892
- Fuji, Marinha Imperial Japonesa, 1896
- Shikishima, 1898
- HMS Albion, Royal Navy, 1898
- HMS Cornwallis, Royal Navy, 1901
- HMS Duncan, Royal Navy, 1901
- Cromer Lifeboat Louisa Heartwell ON 495, RNLI 1902
- HMS Black Prince, Royal Navy, 1904
- J C Madge, RNLI, Sheringham lifeboat, 1904,[6]
- HMS Nautilus, Royal Navy, 1910, later named HMS Grampus
- HMS Thunderer, Royal Navy, 1911